# Landgericht Eschau
Das Landgericht Eschau war ein von 1849 bis 1879 bestehendes bayerisches Landgericht älterer Ordnung mit Sitz in Eschau im heutigen Landkreis Miltenberg. Die Landgerichte waren im Königreich Bayern Gerichts- und Verwaltungsbehörden, die 1862 in administrativer Hinsicht von den Bezirksämtern und 1879 in juristischer Hinsicht von den Amtsgerichten abgelöst wurden.